# 耐久消費財
耐久消費財（たいきゅうしょうひざい）とは、長期にわたって使用される商品を指す。価格が比較的高いことから、複数メーカーの商品を比較することがあるため、買回り品の一つとされる。
各種統計関係の定義としては、「原則として想定耐用年数が1年以上で比較的購入価格が高いもの」を耐久消費財と定義することがある。家計以外で購入されたものについては、減価償却を伴う固定資産扱いとなることがある。

## 耐久消費財の例
- 電気製品
- 家具
- 自動車・自転車
- 住宅

などの長く使うもの